# Fritz Honka

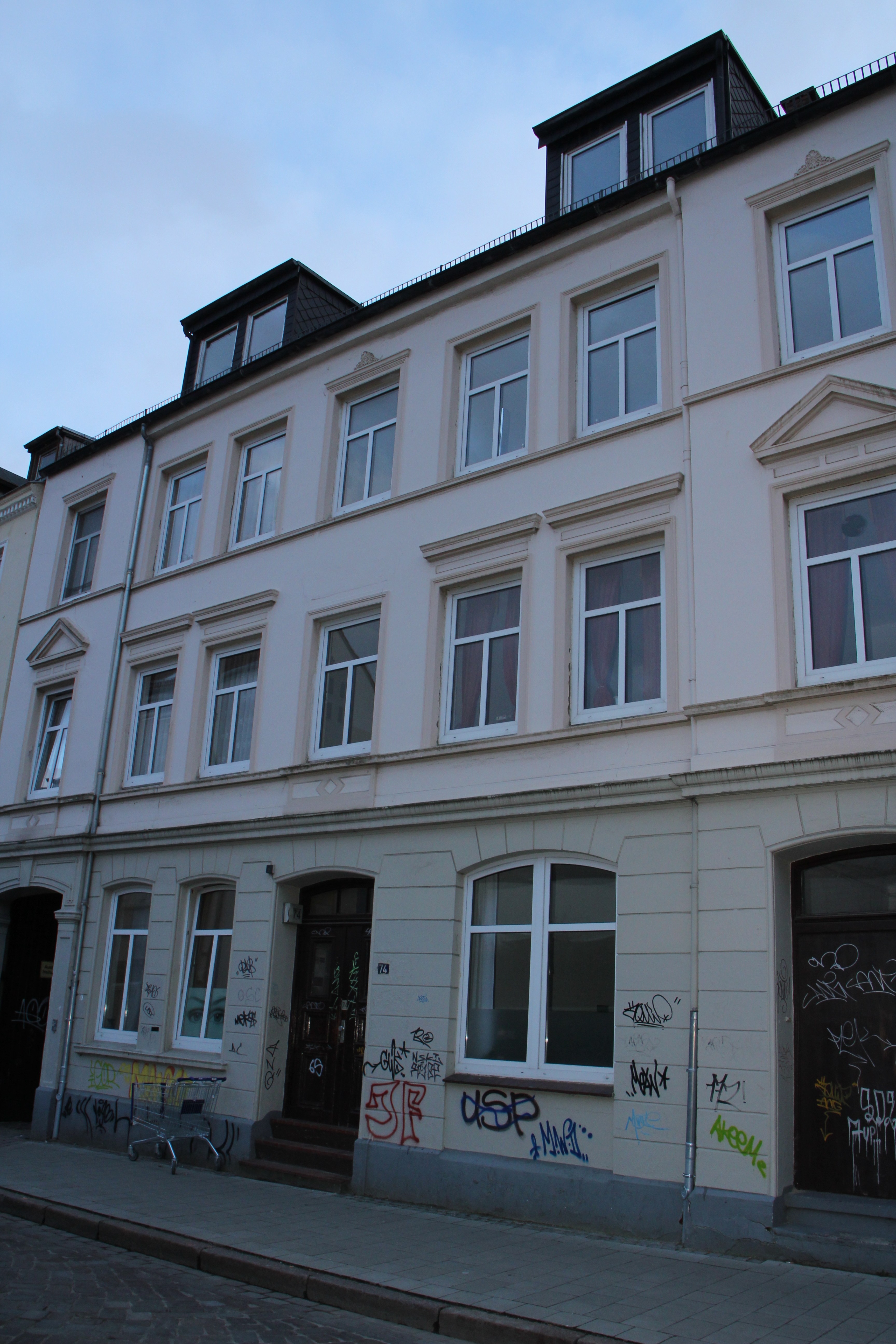
Casa en Hamburgo donde vivió Fritz Honka

Fritz Honka (Leipzig, 31 de julio de 1935-Hamburgo, 19 de octubre de 1998) fue un asesino en serie alemán, apodado el asesino de mujeres de San Pauli (en alemán: Der Frauenmörder von St. Pauli) a nombre del barrio rojo de Hamburgo, donde cometió los crímenes.
Honka, quien de niño había sido internado en un campo de concentración nazi en algún momento durante la Segunda Guerra Mundial (debido a las inclinaciones comunistas de su padre, quien murió poco después de la guerra a consecuencia de su internamiento), solía depositar los cadáveres de las mujeres que asesinó en su apartamento en Hamburgo y compraba grandes cantidades de perfume para que sus vecinos no se dieran cuenta del hedor que desprendían.